# Peter Joppich
Peter Joppich (Coblenza, 21 dicembre 1982) è un ex schermidore tedesco, specializzato nel fioretto, vincitore di cinque medaglie d'oro, tre d'argento e due di bronzo ai campionati mondiali di scherma.

## Palmarès
- Giochi olimpici

Londra 2012: bronzo nel fioretto a squadre.
- Mondiali di scherma

Lisbona 2002: oro nel fioretto a squadre.
L'Havana 2003: oro nel fioretto individuale e bronzo a squadre.
Lipsia 2005: bronzo nel fioretto a squadre.
Torino 2006: oro nel fioretto individuale e argento a squadre.
San Pietroburgo 2007: oro nel fioretto individuale e argento a squadre.
Pechino 2008: argento nel fioretto a squadre.
Antalia 2009: argento nel fioretto a squadre e bronzo individuale.
Parigi 2010: oro nel fioretto individuale.
Catania 2011: bronzo nel fioretto a squadre.
- Europei di scherma

Gand 2007: oro nel fioretto a squadre.
Plovdiv 2009: bronzo nel fioretto a squadre.
Legnano 2012: bronzo nel fioretto a squadre.
Zagabria 2013: oro nel fioretto individuale e a squadre.
Strasburgo 2014: bronzo nel fioretto individuale.
Montreux 2015: bronzo nel fioretto a squadre.
Düsseldorf 2019: argento nel fioretto a squadre.